# 毛賀駅
毛賀駅（けがえき）は、長野県飯田市毛賀にある、東海旅客鉄道（JR東海）飯田線の駅である。

## 歴史
- 1927年（昭和2年）
  - 2月5日：伊那電気鉄道が伊那八幡駅から延伸した際の暫定的な終着駅として、毛賀終点仮停留場が開設[1][2]。
  - 4月8日：伊那電気鉄道が駄科駅まで延伸したことに伴い、毛賀駅が開設[1]（旅客駅）[2]。同時に毛賀終点仮停留場は廃止[2]。
- 1943年（昭和18年）8月1日：伊那電気鉄道線が飯田線の一部として国有化、鉄道省（後の日本国有鉄道）の駅となる[2][3]。
  - 当時は、東海道本線浜松 - 名古屋間の各駅や飯田線の各駅、中央本線上諏訪 - 塩尻間の各駅、松本駅を発着する旅客のみ利用出来た[2]。
- 1954年（昭和29年）12月1日：東京都区内の各駅、長野駅を発着する旅客も利用可能となる[2]。
- 1971年（昭和46年）
  - 4月1日：旅客発着駅制限撤廃[2]。
  - 12月1日：業務委託終了、無人駅化[4]。
- 1987年（昭和62年）4月1日：国鉄分割民営化に伴い、JR東海の駅となる[2][5]。

## 駅構造

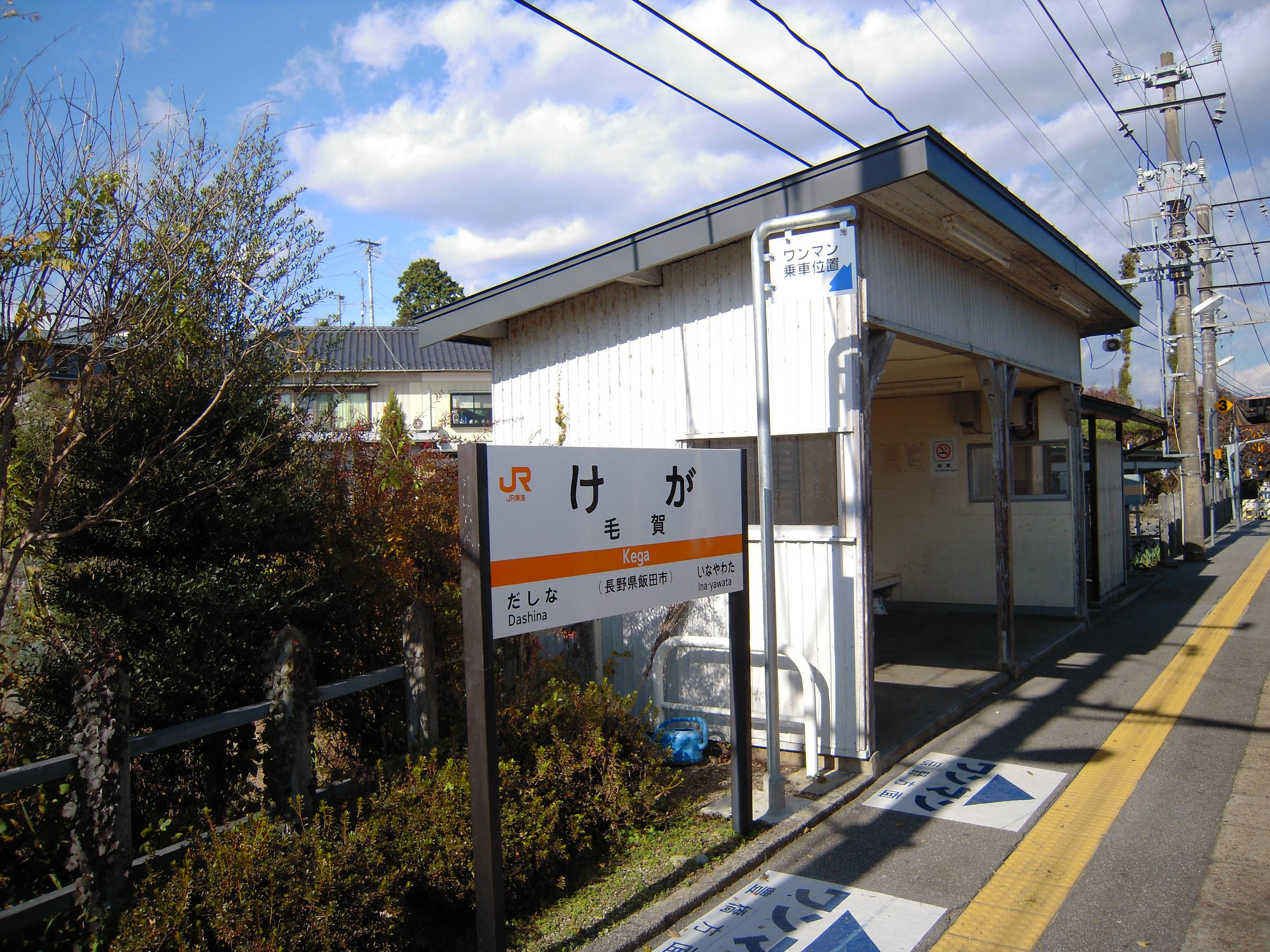
ホーム（2009年11月）

単式ホーム1面1線を有する地上駅。飯田駅管理の無人駅で駅舎は無く、ホーム上に待合所がある。

## 利用状況
1日平均乗車人員は以下の通り。
| 乗車人員推移 | 乗車人員推移 |
| 年度         | 1日平均人数  |
| ------------ | ------------ |
| 2003         | 144          |
| 2004         | 150          |
| 2005         | 142          |
| 2006         | 125          |
| 2007         | 131          |
| 2008         | 134          |
| 2009         | 117          |
| 2010         | 114          |
| 2011         | 111          |
| 2012         | 109          |
| 2013         | 103          |
| 2014         | 85           |
| 2015         | 95           |
| 2016         | 99           |
| 2017         | 100          |
| 2018         | 104          |

## 駅周辺
- 飯田市立緑ヶ丘中学校
- 国道151号
- 旭松食品 飯田工場
- 毛賀くよとのシダレザクラ[1] - 樹齢300年のシダレザクラの古木で飯田市の天然記念物に指定されている。
- 飯田市民バス「緑ヶ丘中学校入口」停留所 - 千代線

## 隣の駅
東海旅客鉄道（JR東海）
CD 飯田線
駄科駅 - 毛賀駅 - 伊那八幡駅